# Озёрный (Карталинский район)
Озёрный — посёлок в Карталинском районе Челябинской области России. Посёлок входит в состав Полтавского сельского поселения.

## География
Ближайший населённый пункт: посёлок Центральный. Расстояние до районного центра города Карталы 20 километров.

## История
Посёлок основан в 1930 году при 2-м отделении совхоза «Полтавский» (АО «Скотовод»). В 1962 году колхоз был участником ВДНХ СССР.

## Инфраструктура
- Клуб.

## Улицы
- Новостроющая,
- Школьная,
- Центральная.

## Население
| 2002 | 2010 |
| ---- | ---- |
| 200  | ↘163 |